# 17673 Houkidaisen
17673 Houkidaisen (1996 XL32) là một tiểu hành tinh vành đai chính được phát hiện ngày 15 tháng 12 năm 1996 by ở Saji Observatory.